# Serradium longicorne
Serradium longicorne är en mångfotingart som först beskrevs av Filippo Silvestri 1894.  Serradium longicorne ingår i släktet Serradium och familjen plattdubbelfotingar. Inga underarter finns listade i Catalogue of Life.